# Polyschides cuspidatus
Polyschides cuspidatus är en blötdjursart som beskrevs av Nicklès 1979. Polyschides cuspidatus ingår i släktet Polyschides och familjen Gadilidae. Inga underarter finns listade i Catalogue of Life.